# Michael Trucco
Michael Trucco (født Edward Michael Trucco 22. juni 1970) er en amerikansk skuespiller. Han har blandt andet spillet rollen som Cooper Lee i tv-serien One Tree Hill